# Cruel Summer (serie televisiva)
Cruel Summer è una serie televisiva statunitense creata da Bert V. Royal.

## Trama

### Prima stagione
La storia è ambientata nell'immaginaria città di Skylin, in Texas; ogni episodio si concentra sullo stesso giorno con l'alternarsi di tre anni differenti, il 1993, il 1994 e il 1995. 
La serie segue due adolescenti: Kate Wallis, una ragazza popolare amata da tutti, e la timida e introversa Jeanette Turner. Nel 1993 Kate scompare per mano del nuovo vice preside Martin Harris, e Jeanette prende il sopravvento su quella che era la sua vita. Kate viene ritrovata viva un anno dopo e accusa Jeanette di aver assistito al suo rapimento senza dire nulla, rendendola la persona più disprezzata d'America. Mediante vari salti temporali viene ricostruita la vicenda attraverso le famiglie, amicizie e relazioni delle due ragazze, alternando i punti di vista tra loro due.

### Seconda stagione
La seconda stagione è ambientata tra il 1999 e il 2000 nella città immaginaria di Chatham, Washington, e segue tre amici adolescenti: Megan, Isabella e Luke. Megan, un'aspirante programmatrice, e la sua famiglia accolgono Isabella, una studentessa di scambio, a casa loro per un anno. Megan e Isabella sviluppano un'amicizia che diventa complicata quando entrambe vengono coinvolte sentimentalmente con Luke, il migliore amico d'infanzia di Megan. Nel giro di pochi mesi, le cose si sgretolano rapidamente quando un sex tape trapelato fa sì che Megan e Isabella diventino le principali sospettate dell'omicidio di Luke.

## Episodi
| Stagione         | Episodi | Prima TV USA | Pubblicazione Italia |
| ---------------- | ------- | ------------ | -------------------- |
| Prima stagione   | 10      | 2021         | 2021                 |
| Seconda stagione | 10      | 2023         | 2023                 |

## Personaggi e interpreti

### Prima stagione

#### Personaggi principali
- Kate Wallis, interpretata da Olivia Holt, doppiata da Rossa Caputo[2].
Una ragazza popolare che scompare senza lasciare traccia.
- Jeanette Turner, interpretata da Chiara Aurelia, doppiata da Veronica Benassi[2].
Una ragazza nerd e introversa che prende il sopravvento sulla vita di Kate dopo la sua scomparsa
- Jamie Henson, interpretato da Froy Gutierrez, doppiato da Manuel Meli[2].
Il ragazzo di Kate che successivamente si mette con Jeanette.
- Mallory Higgins, interpretata da Harley Quinn Smith, doppiata da Giulia Franceschetti[2].
Una delle migliori amiche di Jeanette prima della sua acquisita popolarità.
- Angela Prescott, interpretata da Brooklyn Sudano, doppiata da Ughetta d'Onorascenzo[2].
La proprietaria di un bar e nuova fidanzata di Greg.
- Martin Harris, interpretato da Blake Lee, doppiato da Guido Di Naccio[2].
Il nuovo vice-preside della Skylin High School e rapitore di Kate.
- Vince Fuller, interpretato da Allius Barnes, doppiato da Ezzedine Ben Nekissa[2].
Uno dei migliori amici di Jeanette prima della sua acquisita popolarità.
- Ben Hallowell, interpretato da Nathaniel Ashton, doppiato da Emanuele Ruzza[2].
Il migliore amico di Jamie e interesse amoroso di Vince.
- Greg Turner, interpretato da Michael Landes, doppiato da Riccardo Rossi[2].
Il padre di Jeanette e Derek, l'ex marito di Cindy e il fidanzato di Angela.

#### Personaggi secondari
- Cindy Turner, interpretata da Sarah Drew, doppiata da Alessandra Korompay[2].
La madre di Jeanette e Derek ed ex moglie di Greg.
- Derek Turner, interpretato da Barrett Carnahan, doppiato da Alessandro Campaiola[2].
Il fratello maggiore di Jeanette e il figlio di Cindy e Greg.
- Denise, interpretata da Nicole Bilderback, doppiata da Patrizia Burul[2].
L'avvocatessa di Jeanette.
- Joy Wallis, interpretata da Andrea Anders, doppiata da Chiara Colizzi[2].
La ricca ed egocentrica madre di Kate.
- Rod Wallis, interpretato da Ben Cain, doppiato da Andrea Ward[2].
Il secondo marito di Joy e il patrigno di Kate.
- Nick Marshall, interpretato da Jason Douglas, doppiato da Massimo De Ambrosis[2].
L'avvocato di Kate.
- Ashley Wallis, interpretata da Ashlei Sharpe Chestnut.
La sorellastra di Kate.

### Seconda stagione

#### Personaggi principali
- Megan Landry, interpretata da Sadie Stanley, doppiata da Emanuela Ionica[2].
- Isabella LaRue, interpretata da Lexi Underwood, doppiata da Veronica Puccio[2].
- Luke Chambers, interpretato da Griffin Gluck, doppiato da Tito Marteddu[2].
- Parker Tanaka, interpretata da Lisa Yamada, doppiata da Sara Labidi[2].
- Sceriffo Myer, interpretato da Sean Blakemore, doppiato da Franco Manella[2].
- Debbie Landry, interpretata da KaDee Strickland, doppiata da Francesca Fiorentini[2].

#### Personaggi secondari
- Brent Chambers, interpretato da Braeden De La Garza, doppiato da Lorenzo D'Agata[2].
- Lily Landry, interpretata da Jenna Lamb, doppiata da Lucrezia Roma[2].
- Jeff, interpretato da Nile Bullock, doppiato da Francesco Ferri[2].
- Ned, interpretato da Ben Cotton, doppiato da Raffaele Proietti[2].
- Steve Chambers, interpretato da Paul Adelstein, doppiato da Fabio Boccanera[2].
- Tom Galvin, interpretato da David James Lewis, doppiato da Gianni Bersanetti[2].
- Rebecca, interpretata da Jessica Hayles, doppiata da Perla Liberatori[2].

## Produzione

### Sviluppo
Il 25 settembre 2019 Freeform ha ordinato un episodio pilota per Last Summer, confermata il 17 gennaio 2020. La serie è stata creata da Bert V. Royal, il quale avrebbe dovuto essere anche il produttore esecutivo insieme a Jessica Biel, Michelle Purple e Max Winkler. Le società di produzione coinvolte nella serie sono Entertainment One e Iron Ocean Productions. Il 18 maggio 2020, Last Summer è stata rinominata Cruel Summer. La serie ha debuttato il 20 aprile 2021 ed è stata rinnovata pochi giorni dopo segnando il miglior debutto della piattaforma Freeform. Il 17 aprile 2022 viene rivelato tramite il profilo Instagram della serie che le riprese della seconda stagione erano iniziate e che il cast era stato completamente rinnovato. 

### Cast
Il 13 novembre 2019 è stato annunciato che Michael Landes, Brooklyn Sudano, Harley Quinn Smith, Chiara Aurelia, Mika Abdalla, Froy Gutierrez, Allius Barnes, Blake Lee e Nathaniel Ashton erano stati scelti per ruoli principali. Il 18 maggio 2020, Olivia Holt sostituì Mika Abdalla. Il 30 ottobre 2020, Sarah Drew si è unita al cast in un ruolo ricorrente. L'11 marzo 2021, Barrett Carnahan, Andrea Anders, Ben Cain e Nicole Bilderback sono stati scritturati per ruoli ricorrenti.

## Colonna sonora
Le compositrici principali della serie sono Wendy Melvoin e Lisa Coleman; la colonna sonora è ispirata alla musica degli anni 90 del XX secolo, come la canzone dei Cranberries Zombie.

## Distribuzione
La serie ha debuttato su Freeform il 20 aprile 2021. È disponibile in Italia a partire dal 6 agosto 2021 sulla piattaforma Prime Video.

## Accoglienza
Cruel Summer ha ricevuto recensioni generalmente positive dalla critica. Su Rotten Tomatoes la serie ha un punteggio di approvazione del 94% basato su 33 recensioni, con una valutazione media di 7,80/10. Su Metacritic ha un punteggio medio ponderato di 74 su 100 basato su 15 recensioni critiche, che indica "recensioni generalmente favorevoli". 
Saloni Gajjar di The A.V. Club ha dato alla serie una B.